# Асен Златаров
Асен Христов Златаров (болг. Асен Христов Златаров; 4 лютого 1885, Хасково — 22 грудня 1936, Відень) — болгарський біохімік, громадський діяч і письменник-белетрист, професор.

## Твори
- «Идеали на младото поколение»
- «В страната на съветите» (1936)[4]
- «Диктатура или демокрация»[4]

## Галерея

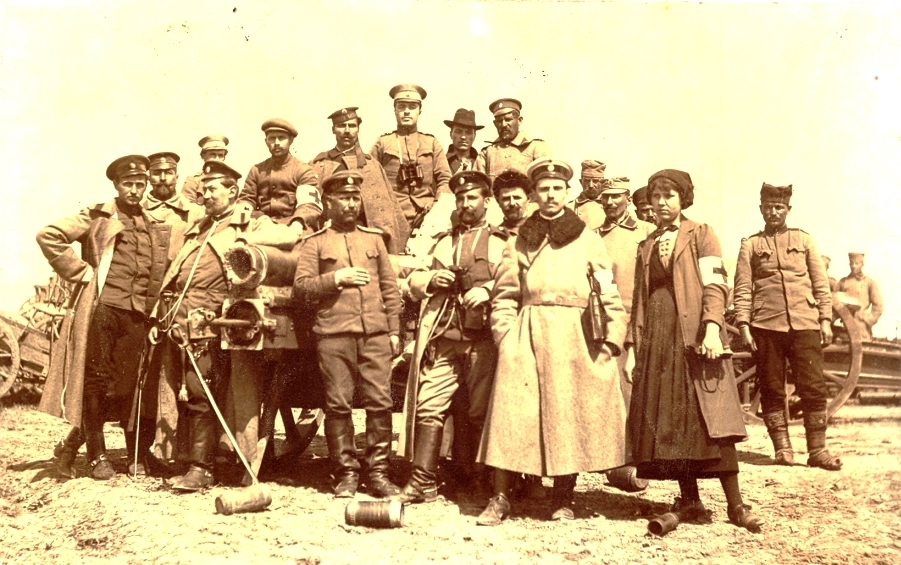
Групове фото із товаришами по службі, 1913 рік
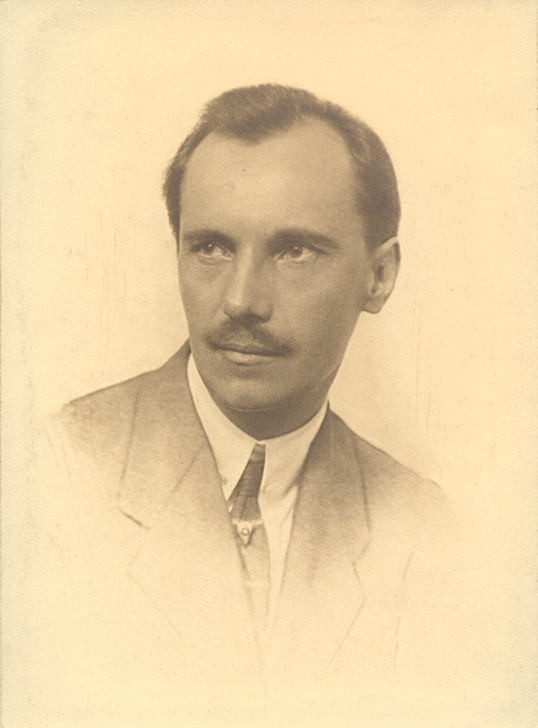
Фотопортрет
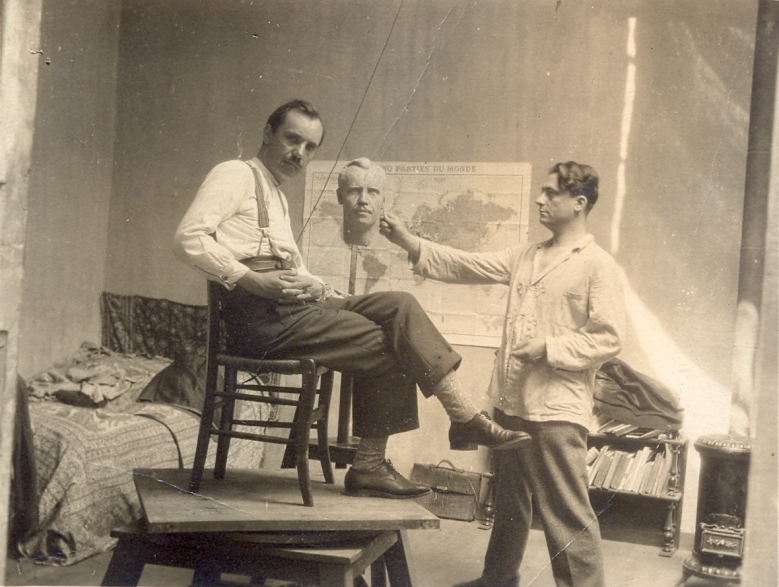
Златаров позує паризькому скульптору, червень 1926 року
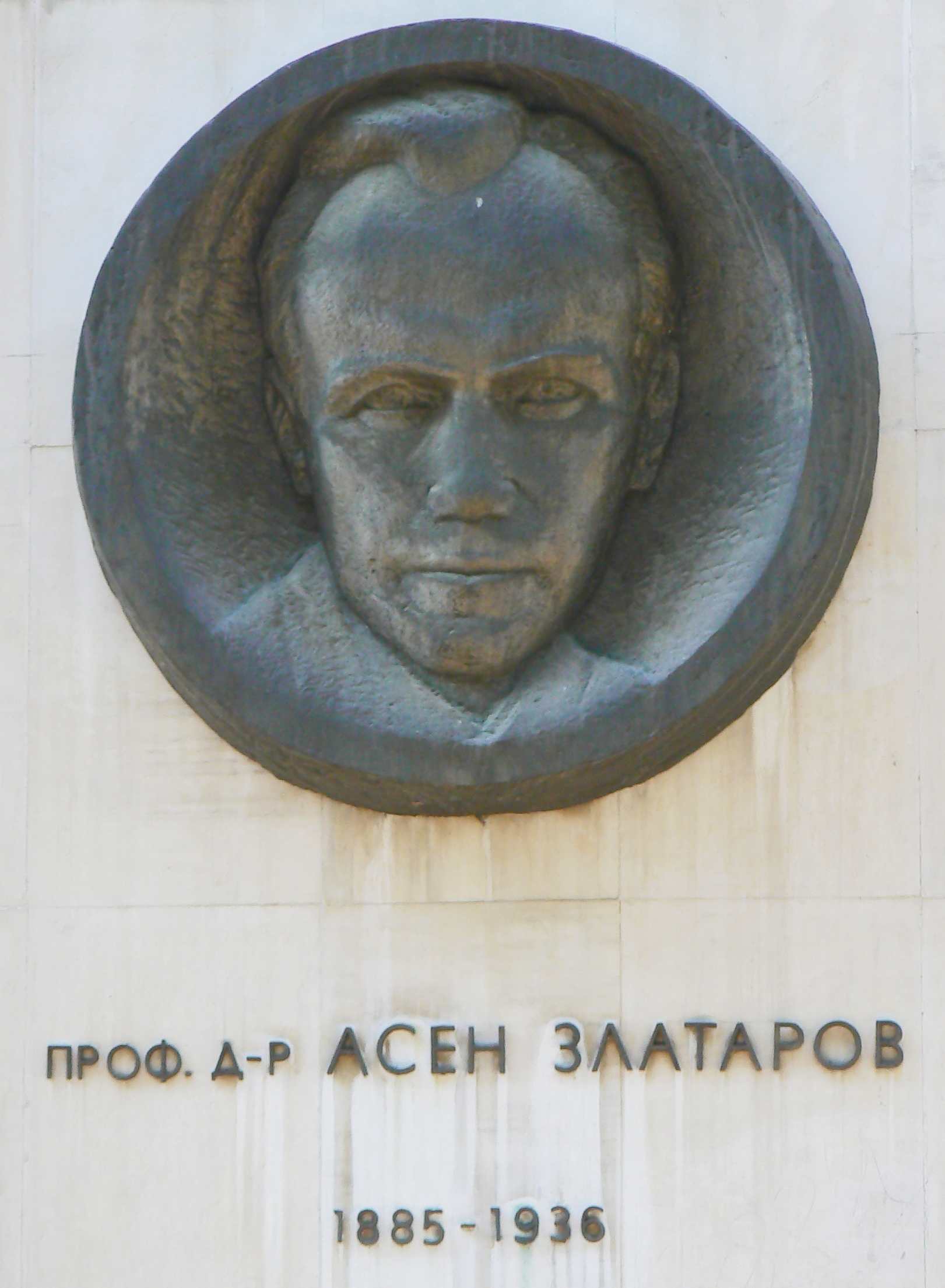
Барельев із зображенням Асена Златарова в Хасково
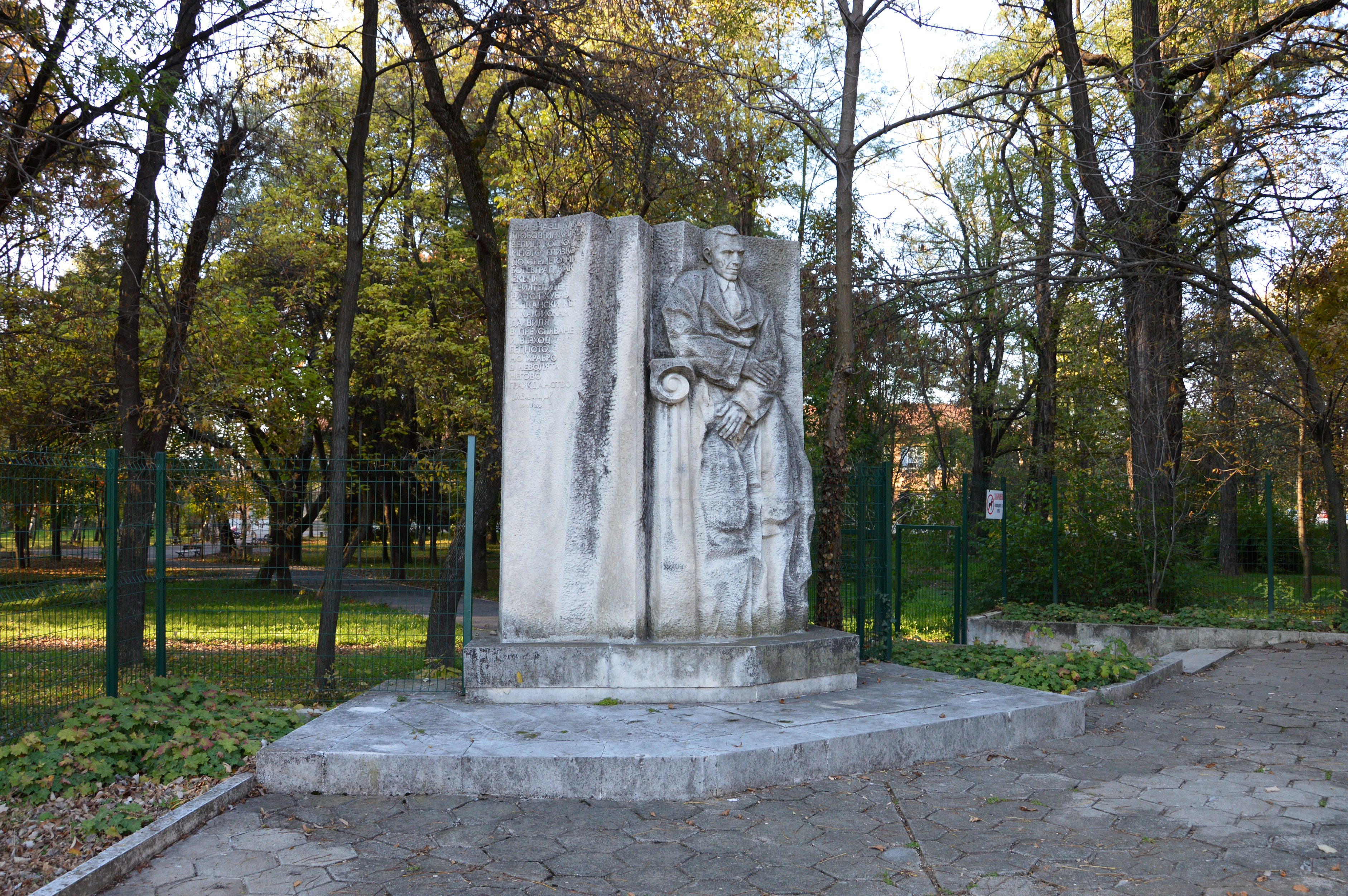
Пам'ятник Асену Златарову в Ботевградській гімназії
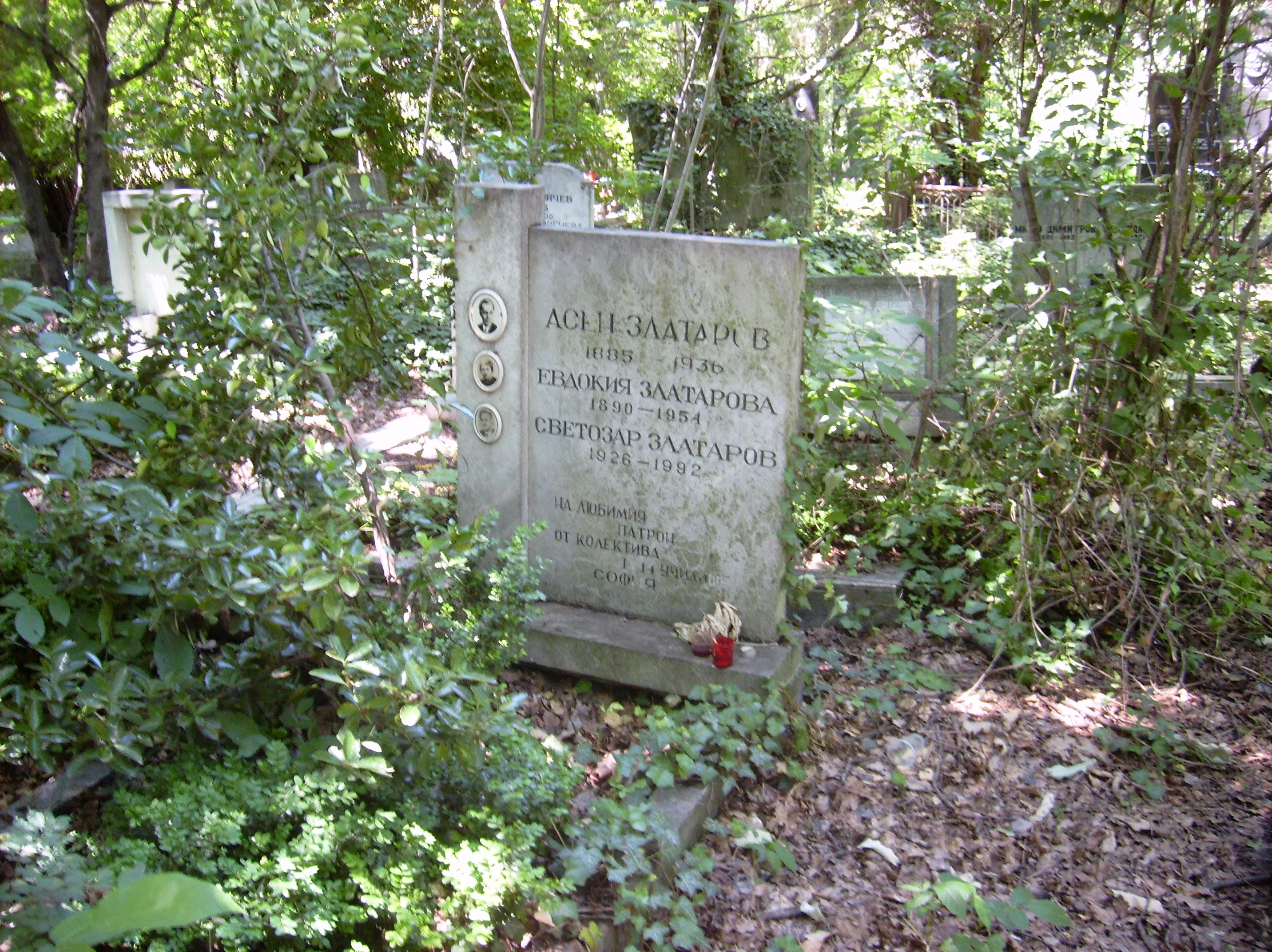
Могила Асена Златарова на Софійському центральному кладовищі